# Fluweelijshaai
De fluweelijshaai (Zameus squamulosus) is een vis uit de familie van sluimer- of ijshaaien (Somniosidae) en behoort derhalve tot de orde van doornhaaiachtigen (Squaliformes). De vis kan een lengte bereiken van 84 centimeter.

## Leefomgeving
De fluweelijshaai is een zoutwatervis. De vis prefereert diep water en komt voor in de drie belangrijkste oceanen van de wereld (Grote, Atlantische en Indische Oceaan). De soort komt voor op dieptes tussen 0 en 2000 meter.

## Relatie tot de mens
De fluweelijshaai is voor de visserij van beperkt commercieel belang. In de hengelsport wordt er weinig op de vis gejaagd.